# Desimirovac
Desimirovac (en serbe cyrillique : Десимировац) est une localité de Serbie située dans la municipalité d’Aerodrom (Kragujevac), district de Šumadija. Au recensement de 2011, elle comptait 1 596 habitants.
Desimirovac est officiellement classé parmi les villages de Serbie.

## Démographie

### Évolution historique de la population
| 1948  | 1953  | 1961  | 1971  | 1981  | 1991  | 2002  | 2011  |
| ----- | ----- | ----- | ----- | ----- | ----- | ----- | ----- |
| 1 130 | 1 141 | 1 074 | 1 026 | 1 281 | 1 416 | 1 401 | 1 596 |

|  |